# Logos
Logos er et græsk ord (λόγος), der betyder "ord", "tale", "beretning" eller "fornuft" . I antikkens græske filosofi fik ordet en videre metaforisk betydning. Hos Heraklit og i stoicismen betød det "verdensfornuften" - den kraft eller det princip, der skaber orden og sammenhæng i verden. Logos skaber "kosmos" - den ordnede verden.
I retorikken er logos den appelform, der bruges, når der appelleres til fornuften. Den består ofte i en fremførelse af fakta.
Begrebet "pop-logos" bruges om appeller, der tilsyneladende er logosappellerende, men som i virkeligheden ikke er det. Appellen kan f.eks. bestå af intellektuelle ord, som ikke indgår i et sagligt overbevisende argument.
Selve formen i en appel kan understøtte logos, hvis det, der formidles, er godt underbygget, faktuelt og klart opstillet. Logos virker bedst sammen med de andre appelformer.
Et eksempel på et logos-argument: "Man skal dyrke motion, fordi undersøgelser viser, at det er sundt for kroppen."